# Església de Sant Carles
L'actual església de Sant Carles té els seus antecedents més antics en l'oratori dels pares jesuïtes que estigué situat al costat del Col·legi de Sant Ignasi. Sobre els seus solars es va construir posteriorment un edifici destinat a escoles públiques. Aquesta fundació s'instituí gràcies a la senyora Vicenta Blasco, la qual en el seu darrer testament atorgat en aquesta vila i dipositats en mans de D. José Domingo, notari de València, en 15 de març de 1669, llegava una part dels seus béns per a l'erecció de l'esmentat col·legi regentat pels religiosos de la Companyia de Jesús.
L'edifici està catalogat com Bé de Rellevància Local.

## Història
El reial consell va sol·licitar el dictamen de l'esmentat bisbe, del plebà i del clergat parroquial. El veredicte fou favorable i la reial cambra amb data de 20 de juny de 1771 expendí un decret pel qual l'església de Sant Carles es constituïa en vicaria perpètua i era designada "parroquia adjudriz i filial de la parroquia de Santa María". Amb aquesta categoria va romandre fins a l'any 1851, data de la qual es va signar el concordat espanyol entre l'estat espanyol i la Santa Seu.
En aquell temps s'aconseguí, gràcies a les gestions del seu vicari, el Dr. José Fontana, la total independència de la parròquia i es posava fi a un seguit de diferències entre el plebà i aquell vicari a causa dels drets d'estola i altres qüestions. Molt prompte la nova parròquia fou objecte de successives millores que foren assumides per la seua feligresia i la dotaren al mateix temps de recursos suficients i els cultes divins es multiplicaren.

## Estil
Consta de quatre parts molt ben diferenciades: per una banda, la nau principal i el campanar de planta quadrada, del barroc, als quals s'afegiran, ja en 1882, la sagristia i la capella de la Comunió, amb un formidable peu de 19 metres d'alçada que els serveix de base. Els laterals de la nau principal acullen sis capelles cadascun, entre els contraforts, amb arcs de mig punt que permeten la intercomunicació entre ells, aquests formen el claustre que sosté les galeries altes amb balconada. L'estil predominant és el barroc, llevat de la capella de la Comunió, on es va procedir a una decoració d'estil neobizantí.

## Reformes
Entre les obres de reforma introduïdes, cal assenyalar la construcció de les capelles laterals, l'altra major, la col·locació del paviment de la nau, edificació del segon cos de la torre, etc. però l’obra més gran sens dubte va ser la capella de la comunió i sagristia per la qual, prèviament s'hagué d'alçar des de llit del riu un mur de pedra, amb carreus, de 19 metres d'altura i 4 de gruix en disminució progressiva fins a arribar al restant del sòl.
El conjunt correspon a diversos períodes cronològics: del segle xviii la nau principal i el campanar i del segle xix la sagristia i la capella de la Comunió. L'edifici ha patit diverses reformes que han servit per mantenir o repristinar l'interior en 1951 i l'exterior en 1942, i una altra als darrers anys, ja al segle xxi.

## Arquitectes
En la seua edificació intervingué l'arquitecte Manuel Piñòn, natural de l'Alcúdia de Carlet, i l'oficial Antoni Torró en la direcció de les obres. En José Ramón Ferri, veí de Canals, era el rector de la parròquia quan es va inaugurar.